# Гропинець (заповідне урочище)

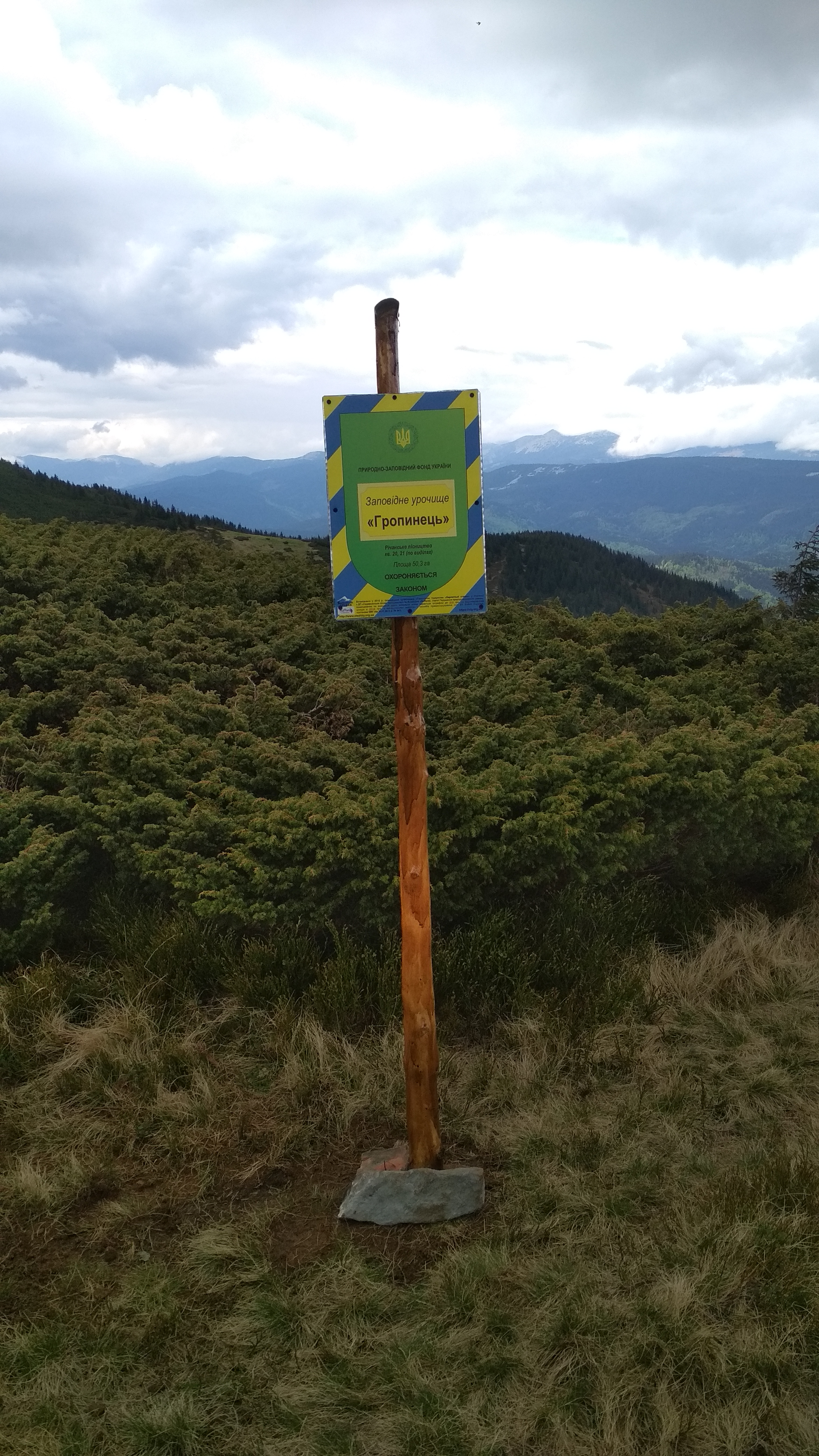
Гропинець

Гропинець — заповідне урочище. Об'єкт розташований на території Надвірнянського району Івано-Франківської області. Найближчий населений пункт — село Бистриця. Перебуває у віданні Річанського лісництва (квартал 20, виділ 8, квартал 21,виділи 4, 9, 10, 11, 14, 17—19, 28). Площа — 50,3 га. Природоохоронний статус отриманий у 1988 році.
Створений задля збереження високопродуктивного буково-ялицево-смерекового насадження на висоті 1000-1200 м нрм.